# Secrétaire à l'Agriculture des États-Unis
Le secrétaire à l'Agriculture des États-Unis (en anglais : United States Secretary of Agriculture) est le dirigeant du département de l'Agriculture des États-Unis, équivalent de ministre de l'Agriculture dans d'autres États. Il est membre du cabinet et est en 9e position dans l'ordre de succession présidentielle.
Le poste ainsi que le département de l'Agriculture ont été créés en 1889 sous la présidence de Grover Cleveland.

## Liste des secrétaires à l'Agriculture
| no | Secrétaire à l'Agriculture | Secrétaire à l'Agriculture | Parti | Parti       | État de résidence    | Mandat                                                          | Président | Président          |
| -- | -------------------------- | -------------------------- | ----- | ----------- | -------------------- | --------------------------------------------------------------- | --------- | ------------------ |
| 1  |                            | Norman Jay Coleman         |       | Démocrate   | Missouri             | 15 février - 6 mars 1889 (19 jours)                             |           | Grover Cleveland   |
| 2  |                            | Jeremiah M. Rusk           |       | Républicain | Wisconsin            | 6 mars 1889 - 6 mars 1893 (4 ans)                               |           | Benjamin Harrison  |
| 3  |                            | J. Sterling Morton         |       | Démocrate   | Nebraska             | 7 mars 1893 - 5 mars 1897 (3 ans, 11 mois et 26 jours)          |           | Grover Cleveland   |
| 4  |                            | James Wilson               |       | Républicain | Iowa                 | 6 mars 1897 – 5 mars 1913 (15 ans, 11 mois et 27 jours)         |           | William McKinley   |
| 4  | Theodore Roosevelt         | James Wilson               |       | Républicain | Iowa                 | 6 mars 1897 – 5 mars 1913 (15 ans, 11 mois et 27 jours)         |           |                    |
| 4  | William Taft               | James Wilson               |       | Républicain | Iowa                 | 6 mars 1897 – 5 mars 1913 (15 ans, 11 mois et 27 jours)         |           |                    |
| 5  |                            | David F. Houston           |       | Démocrate   | Missouri             | 6 mars 1913 – 2 février 1920 (6 ans, 10 mois et 27 jours)       |           | Woodrow Wilson     |
| 6  |                            | Edwin T. Meredith          |       | Démocrate   | Iowa                 | 2 février 1920 - 4 mars 1921 (1 an, 1 mois et 2 jours)          |           | Woodrow Wilson     |
| 7  |                            | Henry C. Wallace           |       | Républicain | Iowa                 | 5 mars 1921 - 25 octobre 1924 (3 ans, 7 mois et 20 jours)       |           | Warren Harding     |
| 7  | Calvin Coolidge            | Henry C. Wallace           |       | Républicain | Iowa                 | 5 mars 1921 - 25 octobre 1924 (3 ans, 7 mois et 20 jours)       |           |                    |
| 8  |                            | Howard M. Gore             |       | Républicain | Virginie-Occidentale | 22 novembre 1924 - 4 mars 1925 (3 mois et 10 jours)             |           |                    |
| 9  |                            | William M. Jardine         |       | Républicain | Kansas               | 5 mars 1925 - 4 mars 1929 (3 ans, 11 mois et 27 jours)          |           |                    |
| 10 |                            | Arthur M. Hyde             |       | Républicain | Missouri             | 6 mars 1929 - 4 mars 1933 (3 ans, 11 mois et 26 jours)          |           | Herbert Hoover     |
| 11 |                            | Henry Wallace              |       | Démocrate   | Iowa                 | 4 mars 1933 - 4 septembre 1940 (7 ans et 6 mois)                |           | Franklin Roosevelt |
| 12 |                            | Claude R. Wickard          |       | Démocrate   | Indiana              | 5 septembre 1940 - 29 juin 1945 (4 ans, 9 mois et 24 jours)     |           | Franklin Roosevelt |
| 12 | Harry Truman               | Claude R. Wickard          |       | Démocrate   | Indiana              | 5 septembre 1940 - 29 juin 1945 (4 ans, 9 mois et 24 jours)     |           |                    |
| 13 |                            | Clinton P. Anderson        |       | Démocrate   | Nouveau-Mexique      | 30 juin 1945 - 10 mai 1948 (2 ans, 10 mois et 10 jours)         |           |                    |
| 14 |                            | Charles F. Brannan         |       | Démocrate   | Colorado             | 2 juin 1948 - 20 janvier 1953 (4 ans, 7 mois et 18 jours)       |           |                    |
| 15 |                            | Ezra Taft Benson           |       | Républicain | Idaho                | 21 janvier 1953 - 20 janvier 1961 (7 ans, 11 mois et 30 jours)  |           | Dwight Eisenhower  |
| 16 |                            | Orville Freeman            |       | Démocrate   | Minnesota            | 21 janvier 1961 - 20 janvier 1969 (7 ans, 11 mois et 30 jours)  |           | John Kennedy       |
| 16 | Lyndon Johnson             | Orville Freeman            |       | Démocrate   | Minnesota            | 21 janvier 1961 - 20 janvier 1969 (7 ans, 11 mois et 30 jours)  |           |                    |
| 17 |                            | Clifford Hardin            |       | Républicain | Nebraska             | 21 janvier 1969 - 17 novembre 1971 (2 ans, 9 mois et 27 jours)  |           | Richard Nixon      |
| 18 |                            | Earl Butz                  |       | Républicain | Indiana              | 2 décembre 1971 - 4 octobre 1976 (4 ans, 10 mois et 2 jours)    |           | Richard Nixon      |
| 18 | Gerald Ford                | Earl Butz                  |       | Républicain | Indiana              | 2 décembre 1971 - 4 octobre 1976 (4 ans, 10 mois et 2 jours)    |           |                    |
| 19 |                            | John A. Knebel             |       | Républicain | Oklahoma             | 4 novembre 1976 - 20 janvier 1977 (2 mois et 16 jours)          |           |                    |
| 20 |                            | Robert Bergland            |       | Démocrate   | Minnesota            | 23 janvier 1977 - 20 janvier 1981 (3 ans, 11 mois et 28 jours)  |           | Jimmy Carter       |
| 21 |                            | John R. Block              |       | Républicain | Illinois             | 23 janvier 1981- 14 février 1986 (5 ans et 22 jours)            |           | Ronald Reagan      |
| 22 |                            | Richard Lyng               |       | Républicain | Californie           | 7 mars 1986 - 21 janvier 1989 (2 ans, 10 mois et 14 jours)      |           | Ronald Reagan      |
| 23 |                            | Clayton Yeutter            |       | Républicain | Nebraska             | 16 février 1989 - 1er mars 1991 (2 ans et 13 jours)             |           | George H. W. Bush  |
| 24 |                            | Edward Madigan             |       | Républicain | Illinois             | 8 mars 1991 - 20 janvier 1993 (1 an, 10 mois et 12 jours)       |           | George H. W. Bush  |
| 25 |                            | Mike Espy                  |       | Démocrate   | Mississippi          | 22 janvier 1993 - 31 décembre 1994 (1 an, 11 mois et 9 jours)   |           | Bill Clinton       |
| 26 |                            | Dan Glickman               |       | Démocrate   | Kansas               | 30 mars 1995 - 19 janvier 2001 (5 ans, 9 mois et 20 jours)      |           | Bill Clinton       |
| 27 |                            | Ann Veneman                |       | Républicain | Californie           | 20 janvier 2001 - 20 janvier 2005 (4 ans)                       |           | George W. Bush     |
| 28 |                            | Mike Johanns               |       | Républicain | Nebraska             | 21 janvier 2005 - 20 septembre 2007 (2 ans, 7 mois et 30 jours) |           | George W. Bush     |
| 29 |                            | Edward Schafer             |       | Républicain | Dakota du Nord       | 28 janvier 2008 - 20 janvier 2009 (11 mois et 23 jours)         |           | George W. Bush     |
| 30 |                            | Tom Vilsack                |       | Démocrate   | Iowa                 | 20 janvier 2009 - 13 janvier 2017                               |           | Barack Obama       |
| 31 |                            | Sonny Perdue               |       | Républicain | Géorgie              | 25 avril 2017 - 20 janvier 2021                                 |           | Donald Trump       |
| 32 |                            | Tom Vilsack                |       | Démocrate   | Iowa                 | 23 février 2021 - 20 janvier 2025                               |           | Joe Biden          |
| 33 |                            | Brooke Rollins             |       | Républicain | Texas                | Depuis le 13 février 2025                                       |           | Donald Trump       |